# Hermann Hoefer
Hermann Martin Hoefer (* 21. August 1868 in Hamburg; † 13. Dezember 1945 in Hamburg) war ein deutscher sozialdemokratischer Pädagoge, Abgeordneter der Hamburgischen Bürgerschaft, kommunistischer Widerstandskämpfer gegen den Nationalsozialismus und NS-Opfer.

## Leben
Hoefer entstammte der Familie eines Handwerkers. Sein Vater, ein katholischer Schuhmacher aus dem Rheinland, hatte sich Hamburg niedergelassen und sich im neuen Umfeld auch von seiner katholischen Konfession getrennt. In seiner Schusterwerkstatt hingen an der Wand die Porträts von Karl Marx und Friedrich Engels, über die der Vater begeistert sprach, was den jungen Hermann nachhaltig beeinflusste. Er besuchte von 1884 bis 1887 eine sogenannte Präparandenschule, und von 1887 bis 1890 studierte er am Lehrerseminar Pädagogik. Seit 1890 arbeitete er als Volksschullehrer in Hamburg. Im Jahre 1892 trat Hoefer in die Sozialdemokratische Partei Deutschlands (SPD) ein. Besonders seine ehrenamtliche Tätigkeit als Armen- und Wohlfahrtspfleger verschaffte ihm Anerkennung. So kümmerte er sich aufopfernd um Menschen, die damals in Massen an Cholera erkrankt waren. Wegen der von ihm kritisierten Burgfriedenspolitik im Ersten Weltkrieg verließ Hoefer 1917 die SPD und trat in die Unabhängige Sozialdemokratische Partei Deutschlands (USPD) über. 1920 trat er mit der Mehrheit der USPD-Mitglieder zur Kommunistischen Partei Deutschlands (KPD) über und übernahm in ihr verschiedene Funktionen. So wurde er mit ihrem Mandat von 1928 bis 1930 Mitglied der Hamburger Bürgerschaft. Außerdem gehörte er der Hamburger KPD-Bezirksleitung an.
Nach der Machtübertragung an die NSDAP 1933 wurde ihm die Lehrerpension gestrichen, seine Tochter wurde fristlos aus dem Schuldienst entfernt und auch sein Sohn aus dem Jugendamt entlassen. Zwischen 1933 und 1935 war Hoefer mehrfach verhaftet worden. Die Familie hielt sich durch private Zimmervermietung und mit einem kleinen Kaffeehandel mühsam über Wasser. Er war aber als Mitglied der Widerstandsgruppe „Bästlein-Jacob-Abshagen“ weiterhin antifaschistisch aktiv. Als sein Freund Heinz Priess 1943 zusammen mit 2.000 Inhaftierten befristet aus der Haft entlassen wurde, beschloss dieser, nach Ablauf der Zweimonatsfrist nicht zurückzukehren, sondern sich verborgen zu halten. Da waren Hermann und Margarethe Hoefer ohne lange zu überlegen bereit, ihn in ihrem Dassendorfer Waldhaus zu verstecken. Beide Hoefers wurden durch einen V-Mann verraten. Als Ärzte Hoefer 1944 gerade in der Klinik wegen einer Magenerkrankung behandelten, wurde auch er direkt im Krankenhaus verhaftet. In einem Prozess gegen ihn und seine Tochter Margarethe wurden sie zu längeren Freiheitsstrafen verurteilt, die sie im Zuchthaus von Coswig absitzen sollten. Hermann Hoefer wurde am 23. April 1945 – schon schwerkrank – aus dem Zuchthaus Coswig befreit. Auch einige seiner Kinder waren mehrere Monate in Gestapohaft. Seine Tochter Edith hat ihn in völlig geschwächtem Zustand in einem Rollstuhl von Coswig bis nach Hamburg befördert. Nachdem sie mehrmals in Krankenhäusern Hilfe geholt hatten, erreichten sie am 23. November 1945 ihre Heimatstadt. Dort verstarb Hermann Hoefer am 13. Dezember 1945 im Krankenhaus an den Folgen seiner Haft.
Hoefer war verheiratet mit Ehefrau Nicoline und Vater mehrerer Kinder.

## Ehrung

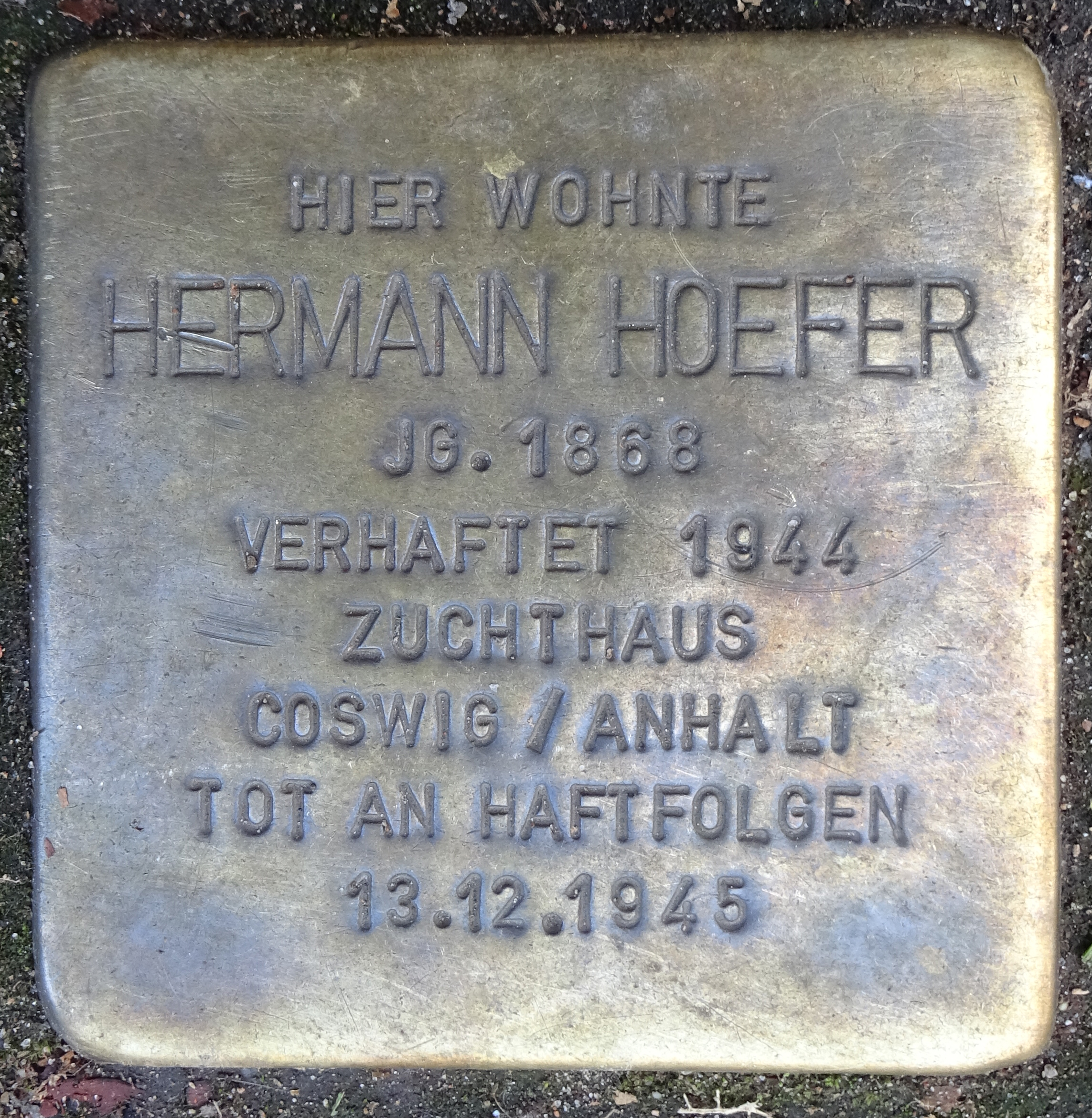
Stolperstein für Hermann Hoefer in der Eppendorfer Landstraße 74 in Hamburg-Eppendorf

- An der Eppendorfer Landstraße 74 (Hamburg-Nord, Eppendorf), vor Hoefers letzter Wohnadresse, verlegte der Aktionskünstler Gunter Demnig am 10. Oktober 2009 einen Stolperstein zu seiner Erinnerung. Die Gedenkworte sprach seine Enkeltochter Hilde Jacobs.
- Am 8. Juni 2012 wurden vor dem Rathaus in Hamburg Stolpersteine für die ermordeten Mitglieder der Hamburgischen Bürgerschaft verlegt, darunter auch ein weiterer für Hermann Hoefer.[3]